# Manius Aquilius
Manius Aquilius (Gestorven: 88 v.Chr.) was een Romeins politicus en was in het jaar 101 v.Chr. consul van de Republiek.

## Biografie
Manius Aquilius is waarschijnlijk een zoon van Manius Aquilius die in 129 v.Chr. consul was. Aquilius was een aanhanger van Gaius Marius en zodoende verkreeg hij in 101 v.Chr. het consulschap. Tijdens zijn consulaat wist hij de slavenleider Salvius te verslaan en kreeg hij de eer van een triomftocht in Rome. Twee jaar later werd hij door Lucius Fufius aangeklaagd voor mogelijk wanbeleid in de provincie Sicilië. Aquilius werd verdedigd door Marcus Antonius Orator en werd uiteindelijk vrijgepleit, ondanks de harde bewijzen.
In 88 v.Chr. werd hij  naar Klein-Azië gestuurd als gezant (consulair legaat) om in de Eerste Mithridatische Oorlog te bemiddelen en Nicomedes IV van Bithynië, die belaagd werd door Mithridates VI van Pontus, weer op de troon te helpen. Om in te kunnen grijpen beschikte hij over een beperkte legermacht. Het bleek echter, dat Nicomedes door de Romeinen aangezet was tot plundertochten, waarna Mithridates zich tegen Aquilius keerde. Nabij de plaats Protastachium werd hij in de Slag bij de berg Scorobas verslagen door het leger van Pontus.
Aquilius vluchtte, maar werd gevangengenomen, uitgeleverd aan Mithridates en naar Pergamon gebracht. Daar werd hij in het Dionysustheater gemarteld en geëxecuteerd. Hij werd achter een paard gebonden en rondgesleept terwijl verschillende gouden munten werden omgesmolten. Vervolgens werd het gesmolten goud in zijn keel gegoten om hem te doden.